# Marcin Jerzy Piwnicki
Marcin Jerzy (Jerzy Marcin) Piwnicki herbu Lubicz odmienny – pisarz grodzki chełmiński w latach 1645-1653, pisarz ziemski chełmiński w latach 1651-1653, ławnik chełmiński w latach 1626-1651.
Poseł sejmiku generalnego pruskiego na sejm koronacyjny 1649 roku, sejm 1650 roku, sejm zwyczajny 1652 roku, sejm nadzwyczajny 1652 roku, sejm 1653 roku, poseł sejmiku kowalewskiego na sejm 1649/1650 roku.